# Polífags
Els polífags (Polyphaga) constitueixen el subordre més extens i divers dels coleòpters. Els polífags comprenen 144 famílies repartides en 16 superfamílies, i presenta una gran diversitat d'especialitzacions i adaptacions, amb més de 300.000 espècies descrites, o aproximadament el 90% de les espècies d'escarabats conegudes.

## Característiques
La pleura protoràcica no es visible externament, sinó que està fusionada amb el trocantí i roman interna com a "criptopleura".

## Taxonomia
El subordre Polyphaga es divideix en cinc infraordres (s'esmenten les famílies més representatives):
- Bostrichiformia — inclou els corcs (Anobiidae) i els escarabats de les pells (Dermestidae).
- Cucujiformia — inclou les marietes (Coccinellidae), els tenebriònids, els cerambícids, els crisomèlids (escarabat de la patata i afins) i els morruts (curculionoïdeus).
- Elateriformia — inclou els elatèrids i els buprèstids.
- Scarabaeiformia — inclou els escarabats piloters (Scarabaeidae) i els escanyapolls (Lucanidae).
- Staphyliniformia — inclou la gran família Staphylinidae i alguns escarabats aquàtics (Hydrophiloidea).